# Friuli
Friuli (friuli nyelven Friûl, németül: Friaul) saját kulturális és történelmi önazonossággal rendelkező régió Olaszország északkeleti részében, a szlovén határnál. Magába foglalja Friuli-Venezia Giulia autonóm régió jó részét: Udine, Pordenone és Gorizia megyéket. Trieszt megye nem tartozik hozzá.

## Történelme
Az V-VI. században a bizánci, majd a longobárd uralom hagyott nyomot ezen a területen. Friulit egy kifejezetten erős hercegség jellemezte a longobárd időkben.
A VIII. század Nagy Károly (Carlo Magno) és a frankok ideje volt, Venezia Giulia területén Görz grófja alkották a nemességet, a területen horvátok és szlovének is éltek ezekben az évszázadokban.
A IX-X. században a Marca del Friuli idején a régió területe egészen nagy volt, a Garda-tóig húzódott, és a területet Verona városából próbálták irányítani még a feudális anarchia idején is, amikor az egymással versengő arisztokraták egyaránt a vezető szerep megszerzésére törekedtek.
A XII. században egy komoly területszerzés jellemezte a régiót, s már parlament is működött.
A XIV. században Udine vált az egyik legjelentősebb várossá egy patriachával az élén, ez a hatalom azonban a XV. században erősen hanyatlásnak indult.
Venezia Giulia a XIV-XV. század táján a Habsburg Birodalom fennhatósága alá került. A napóleoni háborúk idején átmenetileg francia közigazgatás alá került, majd Napóleon bukása után, a bécsi kongresszus restaurációs rendelkezései alapján ismét visszakerült Ausztriához  Venetóval együtt.
A Habsburg-restauráció időszakában itt is megindultak a függetlenségi harcok és az újraszerveződési mozgalmak, melyek az 1848-as forradalmakban  csúcsosodtak ki és vezettek az olasz egységmozgalom kialakulásához. A 19. század közepén a Habsburg Birodalom és az itáliai egység hívei között több háború zajlott, a Második Francia Császárság segítségével terjeszkedő Olasz Királyság az 1866-os porosz–osztrák háborúban megszerezte Friuli legnagyobb részét, Venetóval együtt.
Az első világháborúban ez a folyamat folytatódott, Olaszország az antanttól kapott ígéretek alapján szerint eddigi szerzeményei megtartása mellett elfoglalhatta Tirol déli részét, a mai Trentino-Alto Adige tartományt. A két háború között erőteljes olasz betelepítés és olaszosító politika zajlott Észak-Olaszországban. A második világháború harcai ezt a vidéket sem kímélték, Olaszország 1943-as kiugrása után Venezia-Giulia átmenetileg német megszállás alá került, de a háború utáni rendezés alapvetően nem változtatta meg a területek hovatartozását. Olaszország és Jugoszlávia között évtizedekig tartó területi vita zajlott, 1975-ben sikerült Friuli-Venezia Giulia mai határait egyezményben rendezni.

## Fordítás
- Ez a szócikk részben vagy egészben  a   Friuli című angol Wikipédia-szócikk ezen változatának fordításán alapul.  Az eredeti cikk szerkesztőit annak laptörténete sorolja fel. Ez a jelzés csupán a megfogalmazás eredetét és a szerzői jogokat jelzi, nem szolgál a cikkben szereplő információk forrásmegjelöléseként.